# Kostolac
Kostolac (cyr. Костолац) – miasto w Serbii, w okręgu braniczewskim, w mieście Požarevac, siedziba gminy miejskiej Kostolac. W 2006 roku liczyła 9569 mieszkańców.
W pobliżu miasta znajduje się port lotniczy Kostolac.